# Choi Hong-man
Choi Hong-man (Koreaans: 최홍만) (Hanja: 崔洪萬) (Jeju-do, 30 oktober 1980) is een Zuid-Koreaans kickbokser, MMA-vechter en voormalig ssireum-worstelaar. Hij komt uit in K-1 en DREAM. Met zijn lengte van 2,18 meter en gewicht van tussen de 144,9 en 166,6 kilogram is Choi de grootste deelnemer ooit in de K-1. In Azië staat hij bekend als 'Che Man'.

## K-1-carrière
Choi maakte zijn debuut in maart 2005 tijdens de World GP van Seoel. Dat toernooi won hij en dus mocht hij door naar de Final Elimination, gehouden in Osaka. Daar versloeg hij Bob Sapp op een 2-0 beslissing. Zo plaatste hij zich voor de K-1 World Grand Prix Final 2005, waar hij in de kwartfinale verloor van Remy Bonjasky op een unanieme beslissing.
Een van Chois meest memorabele gevechten was dat op 3 juni 2006 tegen de, ook reusachtige, regerend wereldkampioen Sem Schilt. Een uniek gevecht vanwege de omvang van beide vechters. Choi versloeg Schilt in Seoel op een 2-1 beslissing.
In 2006 lukte het Choi niet om de K-1 World Grand Prix Final 2006 te bereiken. In de Elimination op 30 september 2006 versloeg Jérôme Le Banner hem na vier rondes op punten.
Op 4 maart 2007 werd Choi voor het eerst in zijn K-1-carrière knock-out geslagen. Mo Siligia was in Yokohama de verantwoordelijke door Choi vol op zijn kin te raken.
Op 2 juni 2007 zou Choi gaan deelnemen aan een MMA-evenement in Los Angeles. De Californische sportbond California State Athletic Committee sloot hem echter uit van deelname, omdat hun doktoren hadden vastgesteld dat Choi een tumor op de hypofyse zou hebben. Choi zegt zelf dat hij daarna vier medische keuringen heeft ondergaan en daaruit bleek dat hij wél gewoon kan vechten.
Na zich te kwalificeren voor de K-1 World Grand Prix Final 2007 door Mighty Mo te verslaan, verloor hij daar in de kwartfinale van Jérôme Le Banner op een decision.
Een jaar later wist Choi zich niet te plaatsen voor de K-1 World Grand Prix Final 2008. In de 'Final Elimination' (laatste zestien) verloor hij van Badr Hari nadat zijn trainer de handdoek in de ring gooide voor een ribblessure. Choi mocht wel nog komen opdraven voor een reserve-gevecht, maar ook deze verloor hij. De geroutineerde Ray Sefo bleek nog sterk genoeg te zijn om de Koreaan te vellen.

## K-1-wedstrijden
| Datum      | Tegenstander        | Winst/verlies | Informatie         | Toernooi                                |
| ---------- | ------------------- | ------------- | ------------------ | --------------------------------------- |
| 06-12-2008 | Ray Sefo            | V             | Decision           | K-1 World GP Final 2008 (Reserve Fight) |
| 27-09-2008 | Badr Hari           | V             | TKO                | K-1 World GP Final 16 2008              |
| 08-12-2007 | Jérôme Le Banner    | V             | Decision           | K-1 World GP Final 2007                 |
| 29-09-2007 | Mighty Mo           | W             | Decision           | K-1 Seoel GP 2007                       |
| 05-08-2007 | Gary Goodridge      | W             | KO 1R 1:34         | K-1 Hongkong GP 2007                    |
| 28-04-2007 | Mike Malone         | W             | KO 2R 2:02         | K-1 Hawaï GP 2007                       |
| 04-03-2007 | Mighty Mo           | V             | KO 2R :50          | K-1 Yokohama GP 2007                    |
| 30-09-2006 | Jérôme Le Banner    | V             | UD in Extra R      | K-1 Osaka GP 2006                       |
| 30-07-2006 | Akebono             | W             | KO 2R 0:57         | K-1 Sapporo GP 2006                     |
| 03-06-2006 | Sem Schilt          | W             | Split Decision 2-1 | K-1 Seoel GP 2006                       |
| 29-04-2006 | Sylvester Terkay    | W             | UD 3-0             | K-1 Las Vegas GP 2006                   |
| 19-11-2005 | Remy Bonjasky       | V             | UD 0-3             | K-1 World GP Final 2005                 |
| 23-09-2005 | Bob Sapp            | W             | MD 2-0             | K-1 Osaka GP 2005                       |
| 29-07-2005 | Akebono             | W             | TKO 1R 2:52        | K-1 Hawaï GP 2005                       |
| 14-06-2005 | Tom Howard          | W             | KO 1R 2:11         | K-1 Hiroshima GP 2005                   |
| 19-03-2005 | Kaoklai Kaennorsing | W             | UD in Extra R      | K-1 Seoel GP 2005                       |
| 19-03-2005 | Akebono             | W             | KO 1R :24          | K-1 Seoel GP 2005                       |
| 19-03-2005 | Wakashoyo           | W             | KO 1R 1:40         | K-1 Seoel GP 2005                       |

Bijgewerkt: 18-01-2009

## Kritiek
Critici zien Choi meer als een soort 'freakshow', aangetrokken door de K-1-organisatie om meer publiek te trekken. Vechters als Bob Sapp, Kim Young-hyun en Akebono worden vaak ook als zodanig beschouwd. Stuk voor stuk vechters die weliswaar een enorm lichaam hebben, maar kickboks-technisch gezien van een zeer matig niveau zijn. De echte liefhebbers pleiten er dan ook voor om dit soort vechters te weren uit het K-1-circuit, zodat meer technisch begaafde kickboksers de ruimte krijgen om hun talenten te etaleren. En dat levert bovendien ook 'mooiere' partijen op, vinden zij.

## Trivia
- Choi Hong-man verbergt zijn liefde voor het dansen niet. Zo trad hij al meerdere malen op in Koreaanse tv-shows en is hij dansend te zien in een commercial voor het kauwgommerk Chewlette.[1]
- Choi heeft met de zangeres Kang Su-hee een single opgenomen genaamd Beauty and the Beast. Samen brachten ze het vorig jaar tijdens het K-1 Dynamite-evenement in Osaka voor het eerst ten gehore. Choi rapt in dit nummer.[2]
- Sinds 2008 staat er 'Choi' getatoeëerd op zijn linkerschouder.[3]